# Campeonato Sudamericano de Futsal Femenino Sub-20 de 2024
El Campeonato Sudamericano Sub-20 de Futsal Femenino de 2024, estilizada como CONMEBOL Sub20 Futsal Femenina 2024, fue la cuarta edición del Campeonato Sudamericano Sub-20 de Futsal Femenino. Se disputó en Paraguay del 26 de octubre al 3 de noviembre de 2024.

## Equipos participantes
En esta edición participarán los 10 miembros de la Conmebol.
| Equipos participantes | Equipos participantes | Equipos participantes | Equipos participantes | Equipos participantes |
| --------------------- | --------------------- | --------------------- | --------------------- | --------------------- |
| Argentina             | Brasil                | Colombia              | Paraguay              | Uruguay               |
| Bolivia               | Chile                 | Ecuador               | Perú                  | Venezuela             |

### Sorteo
El sorteo de grupos se llevó a cabo en la sede de la Conmebol ubicada en la ciudad de Luque, Paraguay, el 29 de octubre de 2024 a las 12:30 (UTC-3)
Entre paréntesis se indica la posición de las selecciones en el Campeonato Sudamericano de Futsal Femenino Sub-20 de 2022.
| Cabezas de serie        | Bombo 2                    | Bombo 3                 | Bombo 4                   | Bombo 5             |
| ----------------------- | -------------------------- | ----------------------- | ------------------------- | ------------------- |
| Paraguay (5) Brasil (1) | Colombia (2) Argentina (3) | Ecuador (4) Uruguay (6) | Venezuela (7) Bolivia (8) | Chile (9) Perú (10) |

## Sede
En esta edición, todos los partidos se llevarán a cabo en el COP Arena, parte del Parque Olímpico, en la ciudad Luque, parte del conurbano de Asunción.

## Formato de competencia
El campeonato se disputará en 2 fases:
- Fase preliminar: será la fase de grupos donde las 10 selecciones estarán divididas en 2 grupos de 5 equipos cada uno. Clasificarán para la semifinal, los equipos que ocupen las dos primeras posiciones en cada grupo. Los demás equipos de cada grupo disputarán las posiciones del quinto al noveno puesto.
- Fase final: será la fase de disputas de los noveno, séptimo y quinto puestos. También en dicha fase se disputan la semifinal, el tercer puesto y final.

Todas las fases se jugarán a una sola rueda de partidos.

## Primera fase
- Los horarios corresponden a la hora de Paraguay (UTC-3).
- Ítems: Pts: puntos; PJ: jugados; PG: ganados; PE: empatados; PP: perdidos; GF: goles a favor; GC: goles en contra; Dif: diferencia de goles.

### Grupo A
| Equipo    | Pts | PJ | PG | PE | PP | GF | GC | Dif |
| --------- | --- | -- | -- | -- | -- | -- | -- | --- |
| Argentina | 10  | 4  | 3  | 1  | 0  | 12 | 2  | 10  |
| Uruguay   | 7   | 4  | 2  | 1  | 1  | 10 | 9  | 1   |
| Paraguay  | 6   | 4  | 1  | 3  | 0  | 10 | 5  | 5   |
| Venezuela | 4   | 4  | 1  | 1  | 2  | 6  | 5  | 1   |
| Perú      | 0   | 4  | 0  | 0  | 4  | 5  | 22 | -17 |

| 26 de octubre de 2024 | Perú | 3:5 (1:2) | Uruguay | COP Arena, Luque |  |
| 16:45                 |      |           |         |                  |  |

| 26 de octubre de 2024 | Paraguay | 1:1 (0:0) | Venezuela | COP Arena, Luque |  |
| 19:00                 |          |           |           |                  |  |

- Equipo libre:  Argentina.

| 27 de octubre de 2024 | Venezuela | 0:1 (0:0) | Argentina | COP Arena, Luque |  |
| 16:45                 |           |           |           |                  |  |

| 27 de octubre de 2024 | Perú | 1:6 (0:2) | Paraguay | COP Arena, Luque |  |
| 19:00                 |      |           |          |                  |  |

- Equipo libre:  Uruguay.

| 28 de octubre de 2024 | Venezuela | 5:1 (3:0) | Perú | COP Arena, Luque |  |
| 16:45                 |           |           |      |                  |  |

| 28 de octubre de 2024 | Argentina | 4:1 (1:0) | Uruguay | COP Arena, Luque |  |
| 19:00                 |           |           |         |                  |  |

- Equipo libre:  Paraguay.

| 30 de octubre de 2024 | Argentina | 6:0 (4:0) | Perú | COP Arena, Luque |  |
| 16:45                 |           |           |      |                  |  |

| 30 de octubre de 2024 | Uruguay | 2:2 (0:0) | Paraguay | COP Arena, Luque |  |
| 19:00                 |         |           |          |                  |  |

- Equipo libre:  Venezuela.

| 31 de octubre de 2024 | Uruguay | 2:0 (0:0) | Venezuela | COP Arena, Luque |  |
| 16:45                 |         |           |           |                  |  |

| 31 de octubre de 2024 | Paraguay | 1:1 (1:0) | Argentina | COP Arena, Luque |  |
| 19:00                 |          |           |           |                  |  |

- Equipo libre:  Perú

### Grupo B
| Equipo   | Pts | PJ | PG | PE | PP | GF | GC | Dif |
| -------- | --- | -- | -- | -- | -- | -- | -- | --- |
| Brasil   | 12  | 4  | 4  | 0  | 0  | 19 | 0  | 19  |
| Colombia | 9   | 4  | 3  | 0  | 1  | 15 | 6  | 9   |
| Chile    | 4   | 4  | 1  | 1  | 2  | 3  | 15 | -12 |
| Bolivia  | 3   | 4  | 1  | 0  | 3  | 3  | 9  | -6  |
| Ecuador  | 1   | 4  | 0  | 1  | 3  | 2  | 12 | -10 |

| 26 de octubre de 2024 | Chile | 1:1 (1:1) | Ecuador | COP Arena, Luque |  |
| 12:15                 |       |           |         |                  |  |

| 26 de octubre de 2024 | Brasil | 4:0 | Bolivia | COP Arena, Luque |  |
| 14:30                 |        |     |         |                  |  |

- Equipo libre:  Colombia.

| 27 de octubre de 2024 | Bolivia | 1:3 (0:2) | Colombia | COP Arena, Luque |  |
| 12:15                 |         |           |          |                  |  |

| 27 de octubre de 2024 | Chile | 0:8 (0:4) | Brasil | COP Arena, Luque |  |
| 14:30                 |       |           |        |                  |  |

- Equipo libre:  Ecuador.

| 28 de octubre de 2024 | Bolivia | 0:1 (0:0) | Chile | COP Arena, Luque |  |
| 12:15                 |         |           |       |                  |  |

| 28 de octubre de 2024 | Colombia | 6:0 (5:0) | Ecuador | COP Arena, Luque |  |
| 14:30                 |          |           |         |                  |  |

- Equipo libre:  Brasil.

| 30 de octubre de 2024 | Colombia | 6:1 (2:0) | Chile | COP Arena, Luque |  |
| 12:15                 |          |           |       |                  |  |

| 30 de octubre de 2024 | Ecuador | 0:3 (0:1) | Brasil | COP Arena, Luque |  |
| 14:30                 |         |           |        |                  |  |

- Equipo libre:  Bolivia.

| 31 de octubre de 2024 | Ecuador | 1:2 | Bolivia | COP Arena, Luque |  |
| 12:15                 |         |     |         |                  |  |

| 31 de octubre de 2024 | Brasil | 4:0 (3:0) | Colombia | COP Arena, Luque |  |
| 14:30                 |        |           |          |                  |  |

- Equipo libre:  Chile

## Fase final

### Cuadro de desarrollo
|  | Semifinales    | Semifinales |                       |       | Final | Final |
|  |                |             |                       |       |       |       |
|  | 2 de noviembre |             |                       |       |       |       |
|  |                |             |                       |       |       |       |
|  | Argentina      | 1           |                       |       |       |       |
|  | Argentina      | 1           | 3 de noviembre        |       |       |       |
|  | Colombia       | 2           |                       |       |       |       |
|  | Colombia       | 2           | Colombia (p.)         | 1 (6) |       |       |
|  | 2 de noviembre |             | Colombia (p.)         | 1 (6) |       |       |
|  |                | Brasil      | 1 (5)                 |       |       |       |
|  | Brasil         | Brasil      | 1 (5)                 | 5     |       |       |
|  | Brasil         |             |                       | 5     |       |       |
|  | Uruguay        | 0           |                       |       |       |       |
|  | Uruguay        | 0           | Tercer Lugar play-off |       |       |       |
|  |                |             |                       |       |       |       |
|  | 3 de noviembre |             |                       |       |       |       |
|  |                |             |                       |       |       |       |
|  | Argentina      | 3           |                       |       |       |       |
|  | Argentina      | 3           |                       |       |       |       |
|  | Uruguay        | 1           |                       |       |       |       |

|  | Quinto puesto play-off |       |
|  |                        |       |
|  | 3 de noviembre         |       |
|  |                        |       |
|  | Paraguay (p.)          | 3 (4) |
|  | Paraguay (p.)          | 3 (4) |
|  | Chile                  | 3 (2) |
|  | Chile                  | 3 (2) |

|  | Séptimo puesto play-off |   |
|  |                         |   |
|  | 2 de noviembre          |   |
|  |                         |   |
|  | Venezuela               | 4 |
|  | Venezuela               | 4 |
|  | Bolivia                 | 2 |
|  | Bolivia                 | 2 |

|  | Noveno puesto play-off |   |
|  |                        |   |
|  | 2 de noviembre         |   |
|  |                        |   |
|  | Perú                   | 1 |
|  | Perú                   | 1 |
|  | Ecuador                | 2 |
|  | Ecuador                | 2 |

### Semifinales
| 2 de noviembre de 2024 | Argentina | 1:2 (1:1) | Colombia | COP Arena, Luque |  |
| 16:15                  |           |           |          |                  |  |

| 2 de noviembre de 2024 | Brasil | 5:0 (3:0) | Uruguay | COP Arena, Luque |  |
| 19:00                  |        |           |         |                  |  |

### Noveno puesto
| 2 de noviembre de 2024 | Perú | 1:2 (0:1) | Ecuador | COP Arena, Luque |  |
| 11:15                  |      |           |         |                  |  |

### Séptimo puesto
| 2 de noviembre de 2024 | Venezuela | 4:2 (2:1) | Bolivia | COP Arena, Luque |  |
| 13:45                  |           |           |         |                  |  |

### Quinto puesto
| 3 de noviembre de 2024 | Paraguay | 3:3 (1:2) (4:2 p.) | Chile | COP Arena, Luque |  |
| 11:45                  |          |                    |       |                  |  |

| Tiros desde el punto penal |                  |     |                  |  |
|                            | Acierto de penal | 1:1 | Acierto de penal |  |
|                            | Acierto de penal | 2:1 | Fallo de penal   |  |
|                            | Acierto de penal | 3:2 | Acierto de penal |  |
|                            | Acierto de penal | 4:2 | Fallo de penal   |  |

### Tercer puesto
| 3 de noviembre de 2024 | Argentina | 3:1 (0:1) | Uruguay | COP Arena, Luque |  |
| 14:15                  |           |           |         |                  |  |

### Final
| 3 de noviembre de 2024 | Colombia | 1:1 (1:1, 0:1) (t. s.)(0:0 t. s.)(6:5 p.) | Brasil | COP Arena, Luque |  |
| 17:00                  |          |                                           |        |                  |  |

| Tiros desde el punto penal |                  |     |                  |  |
|                            | Acierto de penal | 1:1 | Acierto de penal |  |
|                            | Acierto de penal | 2:2 | Acierto de penal |  |
|                            | Acierto de penal | 3:3 | Acierto de penal |  |
|                            | Acierto de penal | 4:4 | Acierto de penal |  |
|                            | Acierto de penal | 5:5 | Acierto de penal |  |
|                            | Acierto de penal | 6:5 | Fallo de penal   |  |

|                             |
| Bandera de Colombia         |
| Campeón Colombia 1er título |

## Tabla general
| Pos. | Equipo    | Pts | J | G | E | P | GF | GC | Dif. | Rend. |
| ---- | --------- | --- | - | - | - | - | -- | -- | ---- | ----- |
| 1    | Colombia  | 13  | 6 | 4 | 1 | 1 | 18 | 8  | 10   | 72,2% |
| 2    | Brasil    | 16  | 6 | 5 | 1 | 0 | 25 | 1  | 24   | 88,8% |
| 3    | Argentina | 13  | 6 | 4 | 1 | 1 | 16 | 5  | 11   | 72,2% |
| 4    | Uruguay   | 7   | 6 | 2 | 1 | 3 | 11 | 17 | -6   | 38,8% |
| 5    | Paraguay  | 7   | 5 | 1 | 4 | 0 | 13 | 8  | 5    | 46,6% |
| 6    | Chile     | 5   | 5 | 1 | 2 | 2 | 6  | 18 | -12  | 33,3% |
| 7    | Venezuela | 7   | 5 | 2 | 1 | 2 | 10 | 7  | 3    | 46,6% |
| 8    | Bolivia   | 3   | 5 | 1 | 0 | 4 | 5  | 13 | -8   | 20%   |
| 9    | Ecuador   | 4   | 5 | 1 | 1 | 3 | 4  | 13 | -9   | 26,6% |
| 10   | Perú      | 0   | 5 | 0 | 0 | 5 | 6  | 24 | -18  | 0%    |

## Premios y reconocimientos

### Goleadores
| Jugador         | Equipo   | Goles |
| --------------- | -------- | ----- |
| Nicole Mancilla | Colombia | 8     |
| Celeste Santana | Uruguay  | 6     |